# ジョー・グリーン
ジョー・グリーン (Joe Greene、1967年2月17日 - )は、アメリカ合衆国の男子陸上競技選手。走幅跳の選手として1992年バルセロナオリンピックと1996年アトランタオリンピックに出場。バルセロナ大会では8.34mの記録で、アメリカのカール・ルイス、マイク・パウエル)に次いで銅メダルを獲得。アトランタ大会では、8.24mでルイス、ジャマイカのジェームズ・ベックフォード(James Beckford)に次いで銅メダルを獲得した。

## 自己ベスト
- 走幅跳 8m48 (1995年)